# Font d'en Coromines
La Font d'en Coromines és una obra de la Selva de Mar (Alt Empordà) inclosa a l'Inventari del Patrimoni Arquitectònic de Catalunya.

## Descripció
La Font d'en Coromines es troba en un indret elevat del Serrat de Can Berta, al nord del Coll de Genís, a ponent del camí vell de La Selva de Mar a Roses i de la capçalera del rec dels Colomers. Entre la font i el camí hi ha dos amplis replans esglaonats per parets de contenció força altes a causa del considerable desnivell.
La paret inferior, propera al camí, té uns 20m. de llargada i és feta amb pedres ben ajustades i fang; és encarada a ponent. Presenta una llarga filada d'encaixos rectangulars sobre mateix d'una banqueta correguda que es troba a mitjana alçada. A sota s'hi distribueixen de manera molt més irregular altres encaixos o nius, a dos nivells. La base resta soterrada i actualment tot el conjunt és de difícil observació a causa de les bardisses.
La paret de la feixa superior ha estat reconstruïda però hi resta un encaix com els anteriors, la qual cosa fa pensar que potser en origen era com l'altra.
Actualment, l'edifici està envoltat de bardissa que fa que no es pugui documentar gràficament, ni revisar la descripció. Tot i això, el llogarrencs donen fe que encara està dempeus.

## Història
Ens trobem davant d'una mena de colomar atípic; unes parets de terraplè aprofitades per a aquesta funció. Deu haver donat lloc al topònim Rec dels Colomers. A l'indret, amb la font i el rieral, probablement ja hi acudien els tudons de manera natural.
L'actual Font d'en Coromines segurament es pot identificar amb la font de Filmera esmentada en documents dels anys 974, 982 i 990 entre els límits de l'alou del monestir de Sant Pere de Rodes.
Actualment l'edifici està envoltat de bardissa que fa que no es pugui documentar gràficament, ni revisar la descripció. Així i tot, els llogarrencs donen fe que encara està en peu.